# Jacob Burckhardt
Jacob Burckhardt (ur. 25 maja 1818 w Bazylei, zm. 8 sierpnia 1897 tamże) – szwajcarski historyk sztuki, literatury i kultury, teoretyk renesansu i baroku.
Jego najbardziej znane dzieło, Kultura Odrodzenia we Włoszech, mimo upływu 150 lat od pierwszego wydania, wciąż pozostaje aktualne. Rozpowszechniło ono filozoficzny termin Giorgio Vasariego – „renesans” na oznaczenie epoki w kulturze europejskiej XVI–XVII wieku.

## Życie
Burckhardt był synem protestanckiego duchownego i do roku 1839 studiował teologię – najpierw w Bazylei, a następnie w Neuchâtel. Utrata wiary spowodowała, że przeniósł się na Uniwersytet Humboldtów, gdzie szczególną uwagę poświęcił historii sztuki, nowej wówczas dyscyplinie historii. Uczęszczał na wykłady Leopolda von Rankego, twórcy nowoczesnego podejścia do zagadnień historycznych, opartego na badaniu źródeł i przekazów. W roku 1841 przebywał na Uniwersytecie w Bonn u historyka sztuki Franza Theodora Kuglera, któremu zadedykował swoją pierwszą książkę, Die Kunstwerke der belgischen Städte, wydaną w roku 1842.
W latach 1843–1855 wykładał na uniwersytecie w Bazylei, a następnie na Politechnice Federalnej w Zurychu. W roku 1859 wrócił do Bazylei i objął stanowisko profesora, które piastował aż do przejścia na emeryturę w roku 1893. Od roku 1886 wykładał wyłącznie historię sztuki. W roku 1867 odrzucił ofertę profesury ze strony uniwersytetu w Tybindze, a w roku 1872 ofertę uniwersytetu Humboldtów, gdzie proponowano mu katedrę po Rankem.

## Dzieło
Sigfried Giedion opisał osiągnięcia Burckhardta następująco: „Wielki odkrywca epoki Renesansu, jako pierwszy wskazał, jak należy ujmować w sposób całościowy dany okres, odnosząc się nie tylko do jego malarstwa, rzeźby i architektury, ale również instytucji społecznych życia codziennego.”
Pisma historyczne Burckhardta w znaczący sposób przyczyniły się do ukształtowania historii jako dyscypliny naukowej, a jednocześnie mają wartość literacką same w sobie. Jego nowatorskie podejście do badań historycznych kładło nacisk na wartość sztuki, kultury i estetyki dla analiz życia społecznego i politycznego epoki. Jako historyk stał w opozycji do popularnych wówczas prądów myślowych: heglizmu, pozytywizmu i ekonomizmu, które zdominowały dyskurs naukowy również w naukach humanistycznych.
Jego dziełem są m.in.:
- Czasy Konstantyna Wielkiego – wydane w 1853
- Cicerone – wydane w 1855
- Kultura odrodzenia we Włoszech – wydane w 1860

## Publikacje w języku polskim
- Kultura odrodzenia we Włoszech, 2 tomy, przeł. Ludwika Mycielska, red. Ludwig Geiger, Kraków: Księgarnia Spółki Wydawniczej Polskiej 1895–1897 (wyd. 2 Kraków: Spółka Wydawnicza Polska 1905)
- Kultura Odrodzenia we Włoszech, przeł. Marja Kreczowska, wstępem zaopatrzył Zygmunt Łempicki, Kraków: Spółka Wydawnicza Polska 1930 (wyd. 2 Warszawa: J. Przeworski 1939 i nast. wydania)
- Czasy Konstantyna Wielkiego, przeł. Paweł Hertz, Warszawa: Państwowy Instytut Wydawniczy 1992.
- Wykłady o sztuce. Wybór, przeł., wstęp, oprac. Ryszard Kasperowicz, red. nauk. Antoni Ziemba, Warszawa: Wydawnictwa Uniwersytetu Warszawskiego 2008.

## Literatura
Kuderowicz Z., Biografia kultury. O poglądach Jakuba Burckhardta, Wydawnictwo Czytelnik, Warszawa 1973.